# آلفرد بوناردوت
آلفرد بوناردوت (به انگلیسی: Alfred Bonnardot) (زادهٔ ۱۸۰۸ میلادی – درگذشتهٔ ۱۸۸۴ میلادی) مقاله‌نویس، مورخ مستقل و کتاب‌شناس فرانسوی بود. برجسته‌ترین اثر او: «مطالعات باستان‌شناسی بر روی نقشه‌های قدیمی پاریس از قرن‌های ۱۶، ۱۷ و ۱۸ میلادی (۱۸۵۱ میلادی)» است. او علایق باستانی خود را زیر نظر آنتوان گیلبرت (زادهٔ ۱۷۸۴ میلادی – درگذشتهٔ ۱۸۵۸ میلادی)، پسر بزرگ نوتردام دو پاریس و ژروم پیچون (۱۸۱۲–۱۸۹۶)، رئیس انجمن کتاب‌شناسان فرانسوی، پرورش داد. بوناردوت همچنین کتابچهٔ راهنمای جامعی در مورد مراقبت و مرمت آثار چاپی و کتابهای قدیمی با عنوان: «مقاله‌ای دربارۀ هنر مرمت نشریات و کتب» (چاپ اول در ۱۸۴۶ میلادی، ویرایش دوم در ۱۸۵۸ میلادی) نوشت. نام بوناردوت در میان افراد تأثیرگذار در تاریخ پاریس بر روی دیوار بیرونی موزهٔ کارناواله در خیابان فرانک بورژوا گنجانده شده‌است، و موزه‌ای از مجموعهٔ شخصی او، به ویژه در گورستان و کلیسای قدیسان-معصوم (۱۵۷۰) که منتسب به نقاش و نقشه‌کش فلاندری جیکوب گریمر است، از داریی شخصی او بوده‌است.